# Atletica leggera ai Giochi della II Olimpiade - Lancio del martello
La gara del lancio del martello dei Giochi della II Olimpiade si tenne il 16 luglio 1900 a Parigi.

## L'eccellenza mondiale
I migliori atleti lanciano oltre i 45 metri. Solo due hanno superato la fettuccia dei 50 metri: John Flanagan (51,10 m nel 1899) e il giovane (22 anni) Alfred Plaw (50,30 m il 28 maggio alla sua seconda stagione agonistica). In Europa dominano gli irlandesi: Thomas Kiely (49,48 m nel 1899) e Dennis Horgan (46,56 m nello stesso anno) sono i migliori. È irlandese anche Flanagan, che però risiede negli Stati Uniti dal 1896.

## Risultati

### Finale
Ore 16,00.
John Flanagan è l'esponente di spicco del New York Athletic Club; Hare e McCraken appartengono all'Università di Pennsylvania. I tre americani gareggiano per le medaglie. Si sono iscritti anche due svedesi di 20 e 19 anni: sono due giovani lanciatori di giavellotto. Non essendoci la specialità ai Giochi (verrà introdotta nel 1906 ad Atene), si cimentano nel martello per provare l'ebbrezza della partecipazione olimpica.

All'inizio della gara Hare scaglia l'attrezzo a 46,26 metri, migliorando di parecchi metri il suo primato personale. Flanagan risponde con un lancio di 51 metri, assicurandosi la vittoria.
| Pos.    | Nazione     | Atleta           | Età | Misura  |
| ------- | ----------- | ---------------- | --- | ------- |
| Oro     | Stati Uniti | John Flanagan    | 27  | 51,01 m |
| Argento | Stati Uniti | Truxton Hare     | 22  | 46,26 m |
| Bronzo  | Stati Uniti | Josiah McCracken | 26  | 43,58 m |
| 4       | Svezia      | Eric Lemming     | 20  | n/d     |
| 5       | Svezia      | Karl Staaf       | 19  | n/d     |

John Flanagan diventerà cittadino americano nel 1901.

## Galleria d'immagini

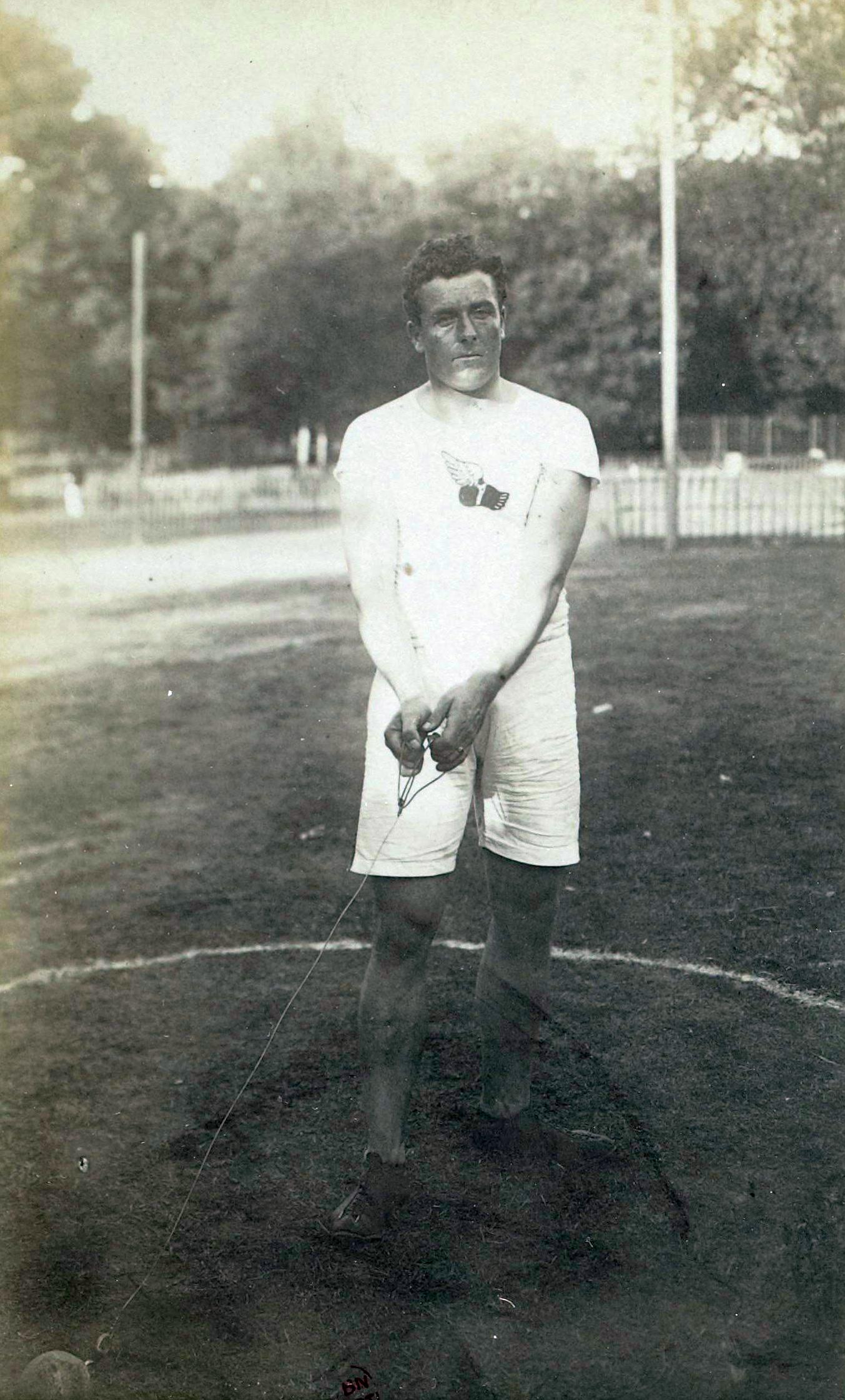
John Flanagan in pedana.
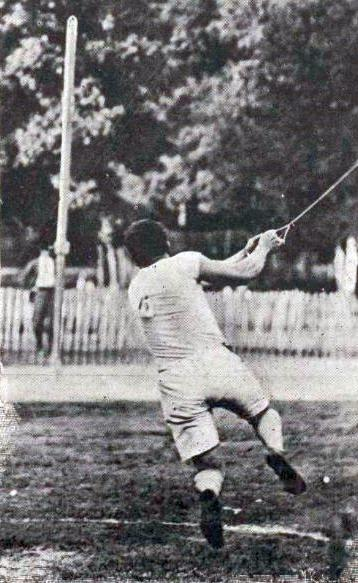
Un lancio di Flanagan.